# Coilocito

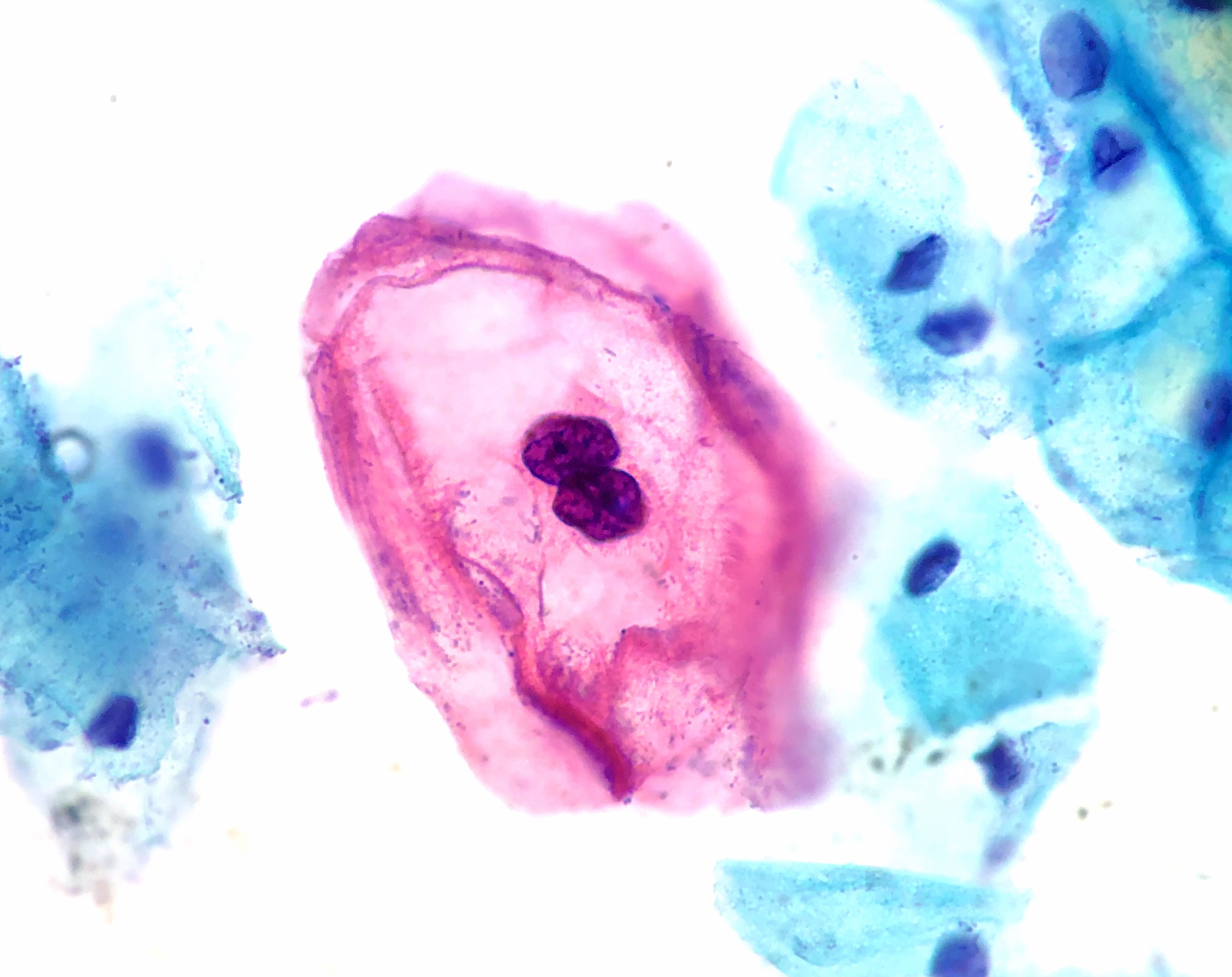

El coilocito es un tipo de célula hallada en lesiones precancerosas cervicales. También es común apreciarla microscópicamente en lesiones reaccionales en la mucosa oral, debido a su similitud con la mucosa vaginal, en enfermedades como papilomas o en condiloma acuminado.
El coilocito es la manifestación clásica de la infección por virus del papiloma humano (VPH) en la célula. Fue descrito por primera vez por Koss y Durfee en 1956. Esta célula también ha sido llamada “célula en balón”.
El coilocito es una célula epitelial escamosa, más comúnmente superficial e intermedia, aunque también puede verse en células parabasales y metaplásicas. 
Esta célula presenta cambios típicos tanto en su núcleo como en su citoplasma, pierde los bordes angulados usuales de la célula escamosa superficial y su forma tiende a ser redondeada y ovoide. 
El citoplasma muestra una condensación periférica que le da un aspecto en “asa de alambre”, es opaco, denso y de aspecto céreo, anfofílico, acidofílico o de color rojo/naranja brillante. 
Además se observa una gran cavidad o halo con un margen muy bien definido, de forma oval o ligeramente festoneado. 
El núcleo de la célula se localiza de manera excéntrica, lo que lo convierte en un halo paranuclear, no perinuclear. 
Ocasionalmente puede encontrarse material fagocitado dentro del espacio coilocítico. 

## Características
- Núcleo agrandado (2x-3x)
- Irregularidades en el contorno nuclear
- Hipercromasia
- Aclareo perinuclear
- Vacuolado citoplasmático